# BC Sindelfingen
Der BC Sindelfingen (vollständiger Name: Billard Club Sindelfingen 1990 e. V.) ist ein Billardverein aus Sindelfingen. Der 1990 gegründete Verein wurde in der Saison 2008/09 Deutscher Meister im Poolbillard.

## Geschichte

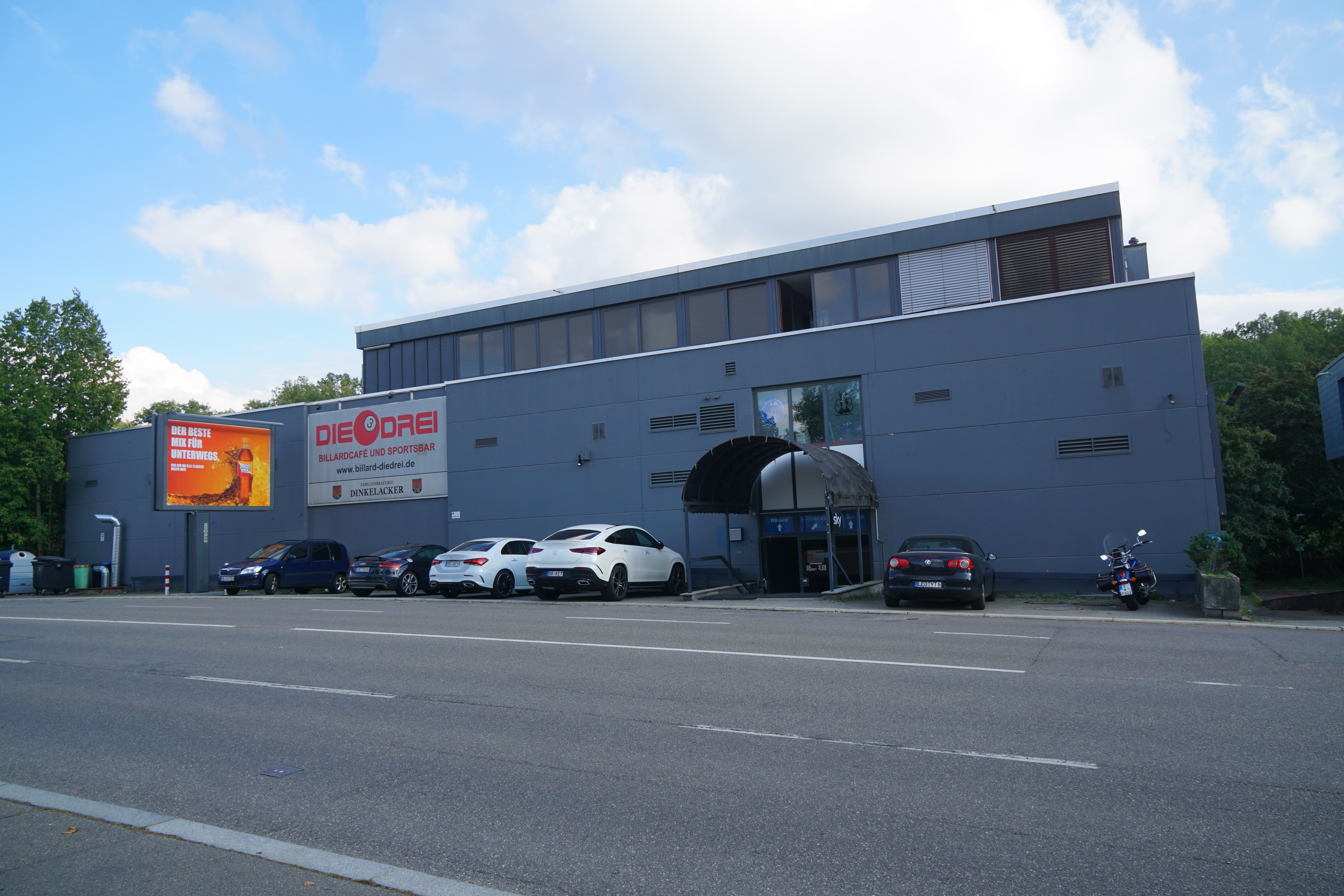
Die Drei in der Tilsiterstraße Sindelfingen

Der Billard Club Böblingen 1990 e. V. wurde am 22. Januar 1990 in Böblingen gegründet und fusionierte 1991 mit dem Poolteam Böblingen e. V. Im Jahr 2000 zog der Verein in sein heutiges Spiellokal, Die Drei in Sindelfingen und wurde gleichzeitig in Billard Club Sindelfingen 1990 e. V. umbenannt.
2006 wurde der Verein Meister der 2. Bundesliga und stieg damit in die 1. Bundesliga auf. Drei Jahre später wurde die Mannschaft, bestehend aus Benjamin Baier, Jakob Belka, Jörn Kaplan und Marco Tschudi ungeschlagen Deutscher Meister. In der folgenden Saison wurde die erste Mannschaft jedoch aus der 1. Bundesliga abgemeldet und übernahm Regionalliga-Startplatz der zweiten Mannschaft. Nach einem zwischenzeitlichen Abstieg in die Oberliga spielt der Verein seit der Saison 2013/14 in der Regionalliga.

### Platzierungen seit 2003
| Saison  | Liga (Spielklasse)             | Platz |
| ------- | ------------------------------ | ----- |
| 2003/04 | Baden-Württemberg-Liga (3)     | 2     |
| 2004/05 | Baden-Württemberg-Liga (3)     | 1     |
| 2005/06 | 2. Bundesliga Süd (2)          | 1     |
| 2006/07 | 1. Bundesliga (1)              | 2     |
| 2007/08 | 1. Bundesliga (1)              | 3     |
| 2008/09 | 1. Bundesliga (1)              | 1     |
| 2009/10 | Regionalliga Süd-West (3)      | 6     |
| 2010/11 | Regionalliga Süd-Ost (3)       | 7     |
| 2011/12 | Oberliga Baden-Württemberg (4) | 4     |
| 2012/13 | Oberliga Baden-Württemberg (4) | 1     |
| 2013/14 | Regionalliga Süd (3)           | 3     |
| 2014/15 | Regionalliga Süd (3)           | 2     |
| 2015/16 | Regionalliga Süd (3)           | 5     |
| 2016/17 | Regionalliga Süd (3)           |       |

## Aktuelle und ehemalige Spieler
(Auswahl)
| - Benjamin Baier - Jakob Belka - Martin Brunsch - Michael Füess - Alexander Garmatz - Robin Heber - Jörn Kaplan - Stefan Künzl | - Florian Merz - Marcus Mutschler - Athanassios Psimenidis - Noel Rathmann - Andreas Schroff - Farhad Shahverdi - Marco Tschudi |